# Everything and Nothing
 
Everything and Nothing, aussi intitulé Seventeen (coréen : 17歲的條件), est un drama coréen qui a été diffusé sur la chaine de télévision SBS du 5 août 2019 au 6 août 2019,,.

## Synopsis
Go Min Jae est un élève de secondaire, peu sociable et assez sensible. Cependant, il a de très bonnes notes et ne cause pas de problème en classe. Ahn Seo Yeon est une fille ordinaire qui fréquente le même lycée que Min Jae et a été au même collège que lui. Depuis le divorce de ses parents il y a deux ans, elle vit avec sa mère. Celle-ci voue Seo Yeon  à une grande carrière dans le piano, au détriment même du bonheur de sa fille.

## Personnages

### Personnage principal
- Yoon Chan-young :  Go Min-jae
- Park Si-eun :  Ahn Seo-yeon

### Autres personnages
- Jeongyeon Seo : Jeong-kyung : mère de Min-jae. Femme au foyer depuis la séparation avec son marie
- Lee Hang Na : Lee Hae-yeong : mère de Seo-yeon. femme au foyer. Elle a divorcé de son mari il y a deux ans et vit avec Seo-yeon.
- Seunghwan Baek : Kang Ki-hyun Station : camarade de classe de Min-jae.
- Parc Sehyun : Yuri Jeon : camarade de classe de Seoyeon.
- Choi hoon choi : Choi Soo-wan Station : Un professeur de mathématiques populaire à Daechi-dong.
- Seoa Kang : professeur de chimie
- Dong Min Oh : professeur principal de Minjae
- Jongtae Kim : père de Min-jae
- Jeong Hee-tae : père de Seoyeon
- Baek Ji-won : obstétricien

## Audiences
Les notes des téléspectateurs les plus basses et les plus élevées peuvent différer des notes des téléspectateurs selon la société de sondage et la région.
| 2019      | 2019              | 2019              | 2019              | 2019                        |
| Diffusion | date de diffusion | Classements TNmS  | Classements AGB   | Classements AGB             |
| Diffusion | date de diffusion | Corée (nationale) | Corée (nationale) | Séoul (zone métropolitaine) |
| --------- | ----------------- | ----------------- | ----------------- | --------------------------- |
| 1er       | 5 août            | %                 | 2,9 %             | %                           |
| 1er       | 5 août            | %                 | 2,8 %             | %                           |
| 2e        | 6 août            | %                 | 2,7 %             | %                           |
| 2e        | 6 août            | %                 | 3,0 %             | %                           |

## Distinctions
| Année | Prix                   | Secteur                         | Travail primé          | Résultat[réf. nécessaire] |
| ----- | ---------------------- | ------------------------------- | ---------------------- | ------------------------- |
| 2019  | SBS Drama Awards       | Prix de la jeunesse par intérim | Chanyoung Yoon         | Lauréat                   |
| 2020  | 15e Seoul Drama Awards | Prix du meilleur court métrage  | Everything and Nothing | Lauréat                   |
| 2020  | 15e Seoul Drama Awards | Prix de la mise en scène        | Young Min Cho          | Nomination                |
| 2020  | 15e Seoul Drama Awards | Meilleure interprète féminine   | Park Si-eun            | Nomination                |